# Ellis Kolchin
Ellis Robert Kolchin (Nova Iorque, 18 de abril de 1916 – Nova Iorque, 30 de outubro de 1991) foi um matemático estadunidense.
Foi eleito em 1976 membro da Academia de Artes e Ciências dos Estados Unidos. Foi palestrante convidado do Congresso Internacional de Matemáticos em Moscou (1966 - Some problems in differential algebra).

## Obras
- Differential algebra and algebraic groups, Academic Press 1973
- Differential algebraic groups, Academic Press 1985
- Hyman Bass, Alexandru Buium, Phyllis Cassidy: Selected Works of Ellis Kolchin with Commentary, American Mathematical Society 1999